# RHCE (ген)
RHCE (англ. Blood group Rh(CE) polypeptide; CD240CE) — мембранный белок, продукт гена RHCE. 

## Функции
Система групп крови Резус-фактор является второй по клинической важности после системы AB0. Она также является самой полиморфной из систем групп крови из-за многочисленных вариантов делеций гена, генных конверсий и миссенс-мутаций. Ген RHCE кодирует антигены группы RhC и RhE, тогда как ген RHD кодирует антиген RhD. Наличие или отсутствие высокоиммунногенного белка RhD определяет, является ли человек Rh-положительным или Rh-отрицательным. Альтернативный сплайсинг гена RHCE приводит к образованию 4 изоформ белка. 
Популяционные исследования обнаружили на Сардинии носителей некодируемого варианта гена RHCE, который ассоциирует с повышенной скоростью оседания эритроцитов.
RHCE может входить в олигомерный комплекс, который осуществляет функции транспортёра или канала в мембране эритроцитов. Участвует в транспорте аммония через эритроцитарную мембрану. Видимо, участвует в транспорте моновалентных катионов.

## Тканевая локализация
Белок экспрессируется исключительно на клетках эритроидного ряда. Изоформы 4g и RhPI-α экспрессированы на незрелых эритробластах, но отсутствуют на зрелых.

## Структура
Белок состоит из 417 аминокислот, молекулярная масса 45,6 кДа. 